# گزیک (بیرجند)
گزیک یک منطقهٔ مسکونی در دهستان کاهشنگ از توابع بخش مرکزی شهرستان بیرجند، واقع در استان خراسان جنوبی کشور ایران که بر پایه سرشماری عمومی نفوس و مسکن در سال ۱۳۸۵ جمعیت آن ۲۰ نفر (در ۶ خانوار)  و طبق سرشماری عمومی نفوس و مسکن در سال ۱۳۹۵ جمعیت آن ۱۵ نفر (در ۴ خانوار) بوده‌است.